# Salîm
Cet article possède un paronyme, voir Selim (homonymie).
Salîm, en arabe سَلِيم, est un prénom arabe qui signifie « sain ou parfait ».

## Personnalités portant ce prénom
- Pour l'ensemble des articles sur les personnes portant ce prénom, consulter :
  - la liste des articles dont le titre commence par ce prénom
  - les listes produites par Wikidata : Liste des personnes de prénom « Salîm » — même liste en incluant les éventuels prénoms composés qui contiennent « Salîm ».